# Agonges
Agonges est une commune française située dans le département de l'Allier, en région Auvergne-Rhône-Alpes.
Ses habitants, au nombre de 304 au recensement de 2022, sont appelés les Agongeois et les Agongeoises.

## Géographie

### Localisation
Agonges est située au nord du département de l'Allier, dans le Bocage bourbonnais. Le redécoupage des cantons du département n'a pas affecté la commune qui reste dans le canton de Souvigny.
Le chef-lieu du département, Moulins, se situe à quatorze kilomètres à vol d'oiseau d'Agonges et à vingt kilomètres par la  route.
Huit communes sont limitrophes d'Agonges ; celles-ci sont représentées géographiquement ci-dessous en tenant compte des limites administratives, en incluant Franchesse, dont la frontière ne mesure que quelques mètres.
| Couzon                | Aubigny      | Bagneux  |
| Franchesse            | Agonges      | Montilly |
| Bourbon-l'Archambault | Saint-Menoux | Marigny  |

### Hydrographie
La commune est traversée par la Burge, coulant au nord-ouest de la commune, et l'Ours.

### Climat
Pour des articles plus généraux, voir Climat d'Auvergne-Rhône-Alpes et Climat de l'Allier.
En 2010, le climat de la commune est de type climat océanique dégradé des plaines du Centre et du Nord, selon une étude du CNRS s'appuyant sur une série de données couvrant la période 1971-2000. En 2020, Météo-France publie une typologie des climats de la France métropolitaine dans laquelle la commune est exposée à un climat océanique altéré et est dans la région climatique Centre et contreforts nord du Massif Central, caractérisée par un air sec en été et un bon ensoleillement.
Pour la période 1971-2000, la température annuelle moyenne est de 11,1 °C, avec une amplitude thermique annuelle de 16,1 °C. Le cumul annuel moyen de précipitations est de 793 mm, avec 11,2 jours de précipitations en janvier et 7,4 jours en juillet. Pour la période 1991-2020, la température moyenne annuelle observée sur la station météorologique de Météo-France la plus proche, « Bourbon_sapc », sur la commune de Bourbon-l'Archambault à 8 km à vol d'oiseau, est de 11,9 °C et le cumul annuel moyen de précipitations est de 777,2 mm,. Pour l'avenir, les paramètres climatiques de la commune estimés pour 2050 selon différents scénarios d'émission de gaz à effet de serre sont consultables sur un site dédié publié par Météo-France en novembre 2022.

### Milieux naturels et biodiversité
La commune fait partie de cinq zones naturelles d'intérêt écologique, faunistique et floristique (ZNIEFF), deux selon la mairie :
- la forêt de Bagnolet (de type 1) : on y retrouve notamment le pic cendré (Picus canus)[A 2],[14] ;
- l'étang de l'Épine (propriété privée)[A 2],[15].

## Urbanisme

### Typologie
Au 1er janvier 2024, Agonges est catégorisée commune rurale à habitat très dispersé, selon la nouvelle grille communale de densité à 7 niveaux définie par l'Insee en 2022.
Elle est située hors unité urbaine. Par ailleurs la commune fait partie de l'aire d'attraction de Moulins, dont elle est une commune de la couronne,. Cette aire, qui regroupe 64 communes, est catégorisée dans les aires de 50 000 à moins de 200 000 habitants,.

### Occupation des sols

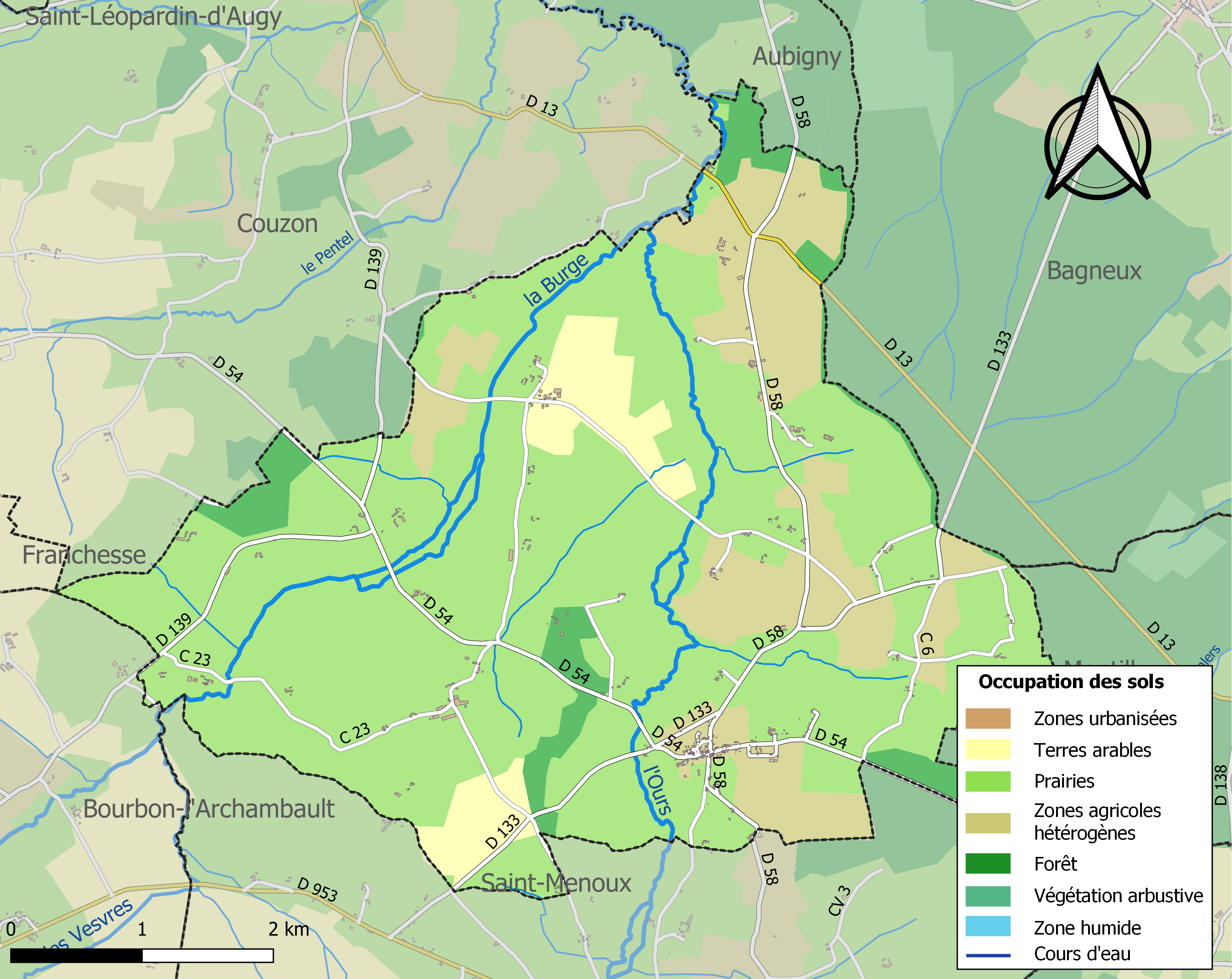
Carte des infrastructures et de l'occupation des sols de la commune en 2018 (CLC).

L'occupation des sols de la commune, telle qu'elle ressort de la base de données européenne d’occupation biophysique des sols Corine Land Cover (CLC), est marquée par l'importance des territoires agricoles (92,5 % en 2018), une proportion sensiblement équivalente à celle de 1990 (92,4 %). La répartition détaillée en 2018 est la suivante : 
prairies (70,2 %), zones agricoles hétérogènes (17 %), forêts (7,5 %), terres arables (5,3 %).
L'IGN met par ailleurs à disposition un outil en ligne permettant de comparer l’évolution dans le temps de l’occupation des sols de la commune (ou de territoires à des échelles différentes). Plusieurs époques sont accessibles sous forme de cartes ou photos aériennes : la carte de Cassini (XVIIIe siècle), la carte d'état-major (1820-1866) et la période actuelle (1950 à aujourd'hui).

### Voies de communication et transports

#### Voies routières
Le territoire communal est traversé par des routes départementales de faible importance. Trois d'entre elles passent par le centre du bourg : la D 54, reliant Franchesse à l'ouest à Montilly à l'est ; la D 58, reliant Aubigny au nord à Saint-Menoux au sud ; la D 133 reliant Villeneuve-sur-Allier et Bagneux, à l'est, à la D 953 en direction de Bourbon-l'Archambault.
À l'écart du centre du village, au nord-ouest, la D 139 relie le village de Preslier à la commune voisine de Bourbon-l'Archambault.

#### Liaisons pédestres
Agonges est traversée par le sentier de grande randonnée 300.

## Toponymie
Marcel Bonin mentionne le terme Agongiis en 1124 , sous Archambault VII : ce mot est issu de la déformation des mots « à Gonge » et du francique ga, de wad, « gué ». Une « Gonge » correspond « à un tertre réalisé pour la défense d'un lieu », ou au « nom donné aux villages reculés proche d'une forêt ».
Ernest Nègre mentionne Anonges (XIIIe siècle) ou Agongia.

## Histoire
Le site d'Agonges était probablement habité au Néolithique, entre 7 500 et 2 500 avant notre ère ; des outils de cette époque et plusieurs corps humains orientés vers le levant ayant été retrouvés. À l'époque gauloise, il est localisé dans le territoire des Bituriges (qui donnera son nom au Berry) et proche des Éduens sur la rive est de l'Allier.
Agonges semble avoir existé dès le VIe siècle. La commune, qui apparaît dans les sources écrites sous son nom médiéval Agongiis, est devenue une ville franche au XIIe siècle « pour favoriser la déforestation et le défrichement ».
L'ancienne commune du Breuil est réunie à Agonges en 1806.

## Politique et administration

### Découpage territorial
La commune d'Agonges est membre de la communauté de communes du Bocage Bourbonnais, un établissement public de coopération intercommunale (EPCI) à fiscalité propre créé le 1er janvier 2017 dont le siège est à Bourbon-l'Archambault. Ce dernier est par ailleurs membre d'autres groupements intercommunaux.
Sur le plan administratif, elle est rattachée à l'arrondissement de Moulins, au département de l'Allier et à la région Auvergne-Rhône-Alpes. Sur le plan électoral, elle dépend du  canton de Souvigny pour l'élection des conseillers départementaux, depuis le redécoupage cantonal de 2014 entré en vigueur en 2015[réf. nécessaire], et de la première circonscription de l'Allier  pour les élections législatives, depuis le dernier découpage électoral de 2010.

### Administration municipale
Le conseil municipal est composé de onze membres, dont trois adjoints élus à la suite de l'élection municipale de 2020.
| Période                                  | Période                     | Identité    | Étiquette | Qualité |
| ---------------------------------------- | --------------------------- | ----------- | --------- | --- |
| Les données manquantes sont à compléter. |                             |             |           | |
| ?                                        | ?                           | Eugène Juge |           | |
| mars 1977                                | mars 2014                   | Guy Juge    | PCF       | |
| mars 2014                                | En cours (au 15 avril 2021) | Romain Juge | DVG       | Employé de banque à Moulins (en 2014) / Éleveur de volailles Conseiller communautaire de la communauté de communes en Bocage Bourbonnais (en 2014) |

## Population et société

### Démographie
Les habitants sont nommés les Agongeois,.

#### Évolution démographique
L'évolution du nombre d'habitants est connue à travers les recensements de la population effectués dans la commune depuis 1793. Pour les communes de moins de 10 000 habitants, une enquête de recensement portant sur toute la population est réalisée tous les cinq ans, les populations de référence des années intermédiaires étant quant à elles estimées par interpolation ou extrapolation. Pour la commune, le premier recensement exhaustif entrant dans le cadre du nouveau dispositif a été réalisé en 2005.

En 2022, la commune comptait 304 habitants, en évolution de −2,56 % par rapport à 2016 (Allier : −1,38 %, France hors Mayotte : +2,11 %).
| 1793 | 1800 | 1806 | 1821 | 1831 | 1836 | 1841 | 1846 | 1851 |
| ---- | ---- | ---- | ---- | ---- | ---- | ---- | ---- | ---- |
| 750  | 725  | 644  | 744  | 709  | 729  | 646  | 707  | 778  |

| 1856 | 1861 | 1866 | 1872 | 1876 | 1881 | 1886 | 1891 | 1896 |
| ---- | ---- | ---- | ---- | ---- | ---- | ---- | ---- | ---- |
| 747  | 775  | 816  | 844  | 880  | 881  | 852  | 851  | 831  |

| 1901 | 1906 | 1911 | 1921 | 1926 | 1931 | 1936 | 1946 | 1954 |
| ---- | ---- | ---- | ---- | ---- | ---- | ---- | ---- | ---- |
| 756  | 753  | 741  | 630  | 604  | 572  | 512  | 534  | 479  |

| 1962 | 1968 | 1975 | 1982 | 1990 | 1999 | 2005 | 2006 | 2010 |
| ---- | ---- | ---- | ---- | ---- | ---- | ---- | ---- | ---- |
| 474  | 437  | 385  | 327  | 300  | 357  | 364  | 371  | 342  |

| 2015 | 2020 | 2022 | - | - | - | - | - | - |
| ---- | ---- | ---- | - | - | - | - | - | - |
| 315  | 309  | 304  | - | - | - | - | - | - |

#### Pyramide des âges
En 2021, le taux de personnes d'un âge inférieur à 30 ans s'élève à 27,7 %, soit en dessous de la moyenne départementale (29,0 %). De même, le taux de personnes d'âge supérieur à 60 ans est de 32,1 % la même année, alors qu'il est de 35,6 % au niveau départemental.
En 2021, la commune comptait 151 hommes pour 154 femmes, soit un taux de 50,49 % de femmes, légèrement inférieur au taux départemental (52,03 %).
Les pyramides des âges de la commune et du département s'établissent comme suit :
| Hommes | Classe d’âge | Femmes |
| ------ | ------------ | ------ |
| 0,0    | 90 ou +      | 1,3    |
| 7,4    | 75-89 ans    | 9,1    |
| 26,0   | 60-74 ans    | 20,2   |
| 22,2   | 45-59 ans    | 26,4   |
| 13,5   | 30-44 ans    | 18,3   |
| 16,8   | 15-29 ans    | 9,6    |
| 14,0   | 0-14 ans     | 15,0   |

| Hommes | Classe d’âge | Femmes |
| ------ | ------------ | ------ |
| 1,2    | 90 ou +      | 3      |
| 10     | 75-89 ans    | 13,4   |
| 21,3   | 60-74 ans    | 22     |
| 20,6   | 45-59 ans    | 19,6   |
| 15,7   | 30-44 ans    | 15     |
| 15,6   | 15-29 ans    | 12,9   |
| 15,7   | 0-14 ans     | 14     |

### Enseignement
Agonges dépend de l'académie de Clermont-Ferrand. Aujourd'hui il n'existe aucune école, celle-ci ayant fermé ses portes en 2010.
Hors dérogations à la carte scolaire, les collégiens se rendent à Bourbon-l'Archambault et les lycéens à Moulins et Yzeure.

## Culture et patrimoine

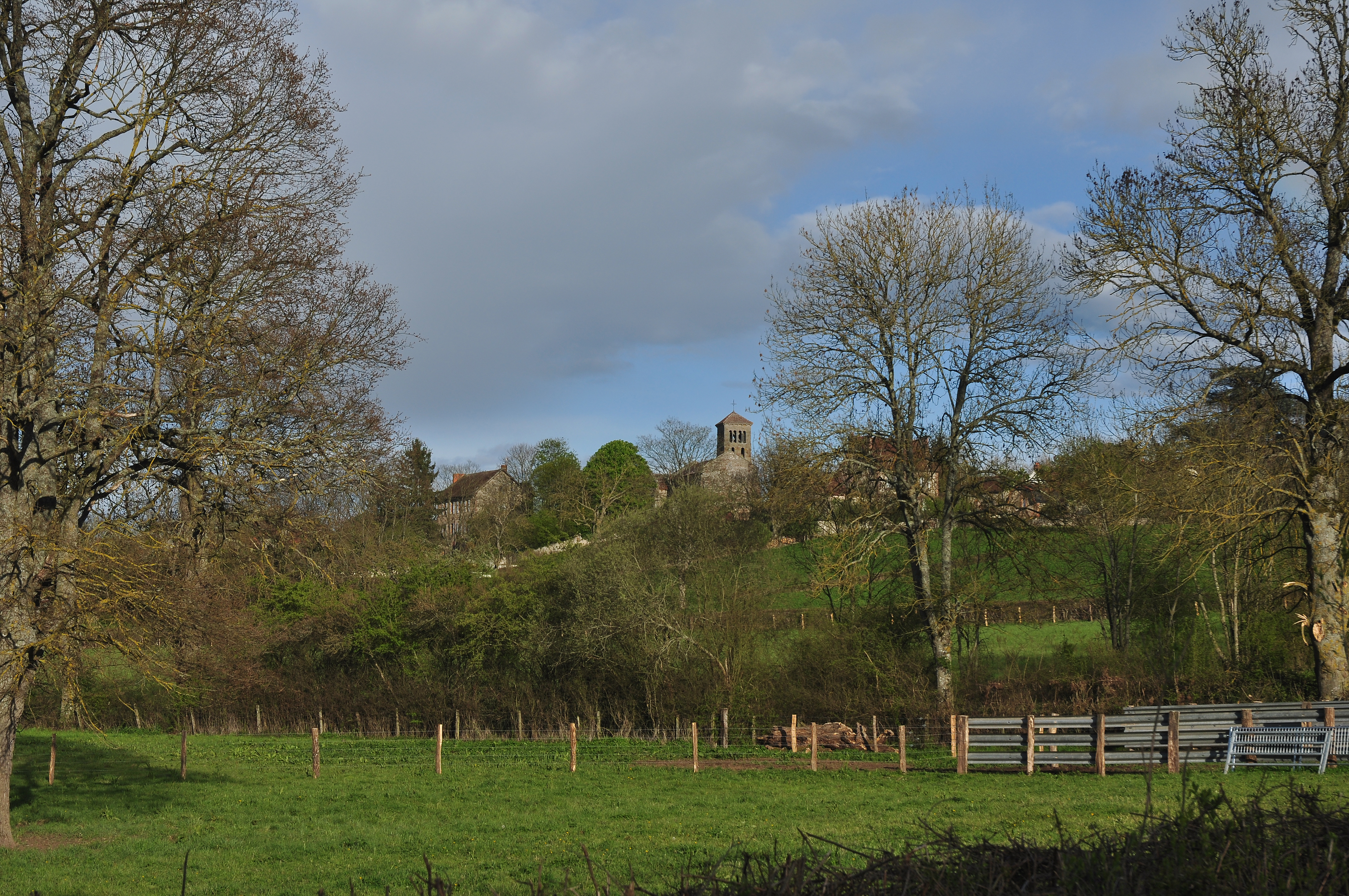
Vue sur Agonges et son église.

### Lieux et monuments

#### Patrimoine religieux
L'église Notre-Dame, construite au XIIe siècle. Elle a été inscrite monument historique par arrêté du 27 juin 1925.
Elle fait partie des nombreuses églises romanes du pays de Souvigny.
- Chapelle du Pingon.

#### Patrimoine civil
- Le château de l'Épine est un rare exemple en Bourbonnais de domaine fortifié datant du XIVe siècle et classé monument historique[40].
- Le château de l'Augère, logis du XVe siècle flanqué aux angles de tourelles[41]. coiffé d'un toit et agrandi d'un bâtiment du style néogothique au XIXe siècle a conservé ses douves en eau. Il a été inscrit monument historique le 10 août 2000[42]. Il est le plus ancien des treize châteaux de la commune[43].
- Le château de La Pommeraye présente dans un parc une gentilhommière du XVIIIe siècle munie de tours rondes restant d'un manoir du XVe siècle, le tout a été inscrit monument historique le 3 décembre 2001[44].
- Le château des Sacrots est un logis du XVIIe siècle inscrit monument historique (3 décembre 2001)[45].
- Le château de Beaumont a été reconstruit en 1740 sur l'emplacement d'un château fort dont il ne reste qu'une tour et un pigeonnier. Il a été inscrit monument historique le 13 décembre 1978[46].
- Le château des Échardons a été reconstruit en 1792 et il ne reste des bâtiments antérieurs que deux tours et un pigeonnier. L'ensemble a été inscrit monument historique le 4 mars 1977. Le parc centré sur une allée date du début du XXe siècle[47].
- Le château des Brosses est une ancienne maison forte, il date du XVIIe siècle.
- Le château de la Tuilerie est une ancienne ferme forte antérieure au XVIe siècle.
- Le château du Breuil est un ancien logis sur motte du XVIIIe siècle.
- Le château du Petit Luçay.
- Le château du Grand Luçay.
- Le château de Praingy.
- Le château du Petit Monceau.
- Le château du Grand Monceau.

#### Patrimoine environnemental
Les parcs de Laugère, de la Pommeraie, de la Tuilerie, du château des Échardons et du château de Beaumont ainsi que le jardin de la Saulneraie sont inscrits au pré-inventaire des jardins remarquables.

### Personnalités liées à la commune
- François Dalphonse (1756 - Agonges 1821), homme politique, député de l'Allier, propriétaire du château de Beaumont, où il mourut.
- François de Garidel-Thoron (1882-1962), descendant de François Dalphonse, syndicaliste agricole français, est né à Agonges.
- Pierre Durye (Agonges 1920 - 1996),descendant de François Dalphonse, archiviste-paléographe et historien.
- Jean Bardin (Agonges 1927 - 2011), animateur de radio.